# 19-й полк охраны общественного порядка (Украина)
19-й Николаевский полк охраны общественного порядка Национальной гвардии Украины (19 ПОГП, в/ч 3039) — воинская часть Национальной гвардии Украины. Входит в состав Восточного оперативно-территориального объединения Национальной гвардии Украины. Место дислокации — Николаев.
На военнослужащих полка возложены обязанности по охране общественного порядка, прав и свобод граждан; конвоирование, экстрадиция и охрана осужденных. Кроме того, полк принимает активное участие в Войне в Донбассе и Вторжении России на Украину а также в охране тыла действующей армии.

## История
История подразделения начинается 18 января 1990 года с формирования 130-го отдельного специального моторизованного батальона милиции Внутренних войск МВД СССР (в/ч 5510).
2 января 1992 года батальон был переподчинен командованию Национальной гвардии Украины и вошел в состав 3-й дивизии НГУ со сменой наименования части на 7-й отдельный батальон (в/ч 7411).
17 февраля 1995 года батальон переподчиняется Министерству внутренних дел Украины и переименовывается в отдельный специальный моторизованный батальон милиции (в/ч 3039), а уже 17 апреля 1995 года батальон был реорганизован в 19-й специальный моторизованный полк Внутренних войск МВД Украины.
13 марта 2014 года войсковая часть 3039 была переименована в 19-й полк охраны общественного порядка Национальной гвардии Украины.
14 октября 2021 года в Запорожье на острове Хортица, во время визита президента Украины Владимира Зеленского, 19-му полку охраны общественного порядка Национальной гвардии Украины было присвоено почетное наименование «Николаевский».

## Структура
- 1-й патрульный батальон;
- 2-й стрелковый батальон;
- 3-й стрелковый батальон;
- патрульная рота на автомобилях;
- рота боевого и материально-технического обеспечения;
- оркестр;
- медицинский пункт.

## Командование
- полковник Кондратюк, Владимир Васильевич[укр.] (до 2014)
- Оксенюк Александр Валерьевич (2016—2019)[3]
- полковник Сергей Вакуленко